# Gekko canhi
Espèce
Gekko canhi est une espèce de geckos de la famille des Gekkonidae.

## Répartition
Cette espèce est endémique du Viêt Nam. Elle se rencontre dans les provinces de Lạng Sơn et de Lào Cai. 

## Description
Gekko canhi mesure, queue non comprise, jusqu'à 100 mm.

## Étymologie
Cette espèce est nommée en l'honneur de Le Xuan Canh.

## Publication originale
- Rösler, Nguyen, Van Doan, Ho, Nguyen & Ziegler, 2010 : A new species of the genus Gekko Laurenti (Squamata: Sauria: Gekkonidae) from Vietnam with remarks on G. japonicus (Schlegel). Zootaxa, n. 2329, p. 56–68.